# 通用影像傳輸格式
通用影像傳輸格式（Common Intermediate Format）是視訊會議（video conference）中常使用的影像傳輸格式，解析度有352 x 288 畫素，影像傳輸可達每秒30 frame，符合ITU H.261視訊會議資料傳輸協定。
| 格式  | 影像解析度  |
| ----- | ----------- |
| SQCIF | 128 × 96    |
| QCIF  | 176 × 144   |
| CIF   | 352 × 288   |
| 4CIF  | 704 × 576   |
| 16CIF | 1408 × 1152 |

## 詳細
由於在H.261中使用16×16宏塊和8×8變換塊來處理基於離散餘弦變換的視頻壓縮/解壓縮，因此CIF和QCIF圖片尺寸被特別選擇為16的倍數。因此，CIF大小的圖像（352×288）包含22×18個宏塊，而QCIF圖像（176×144）包含11×9個宏塊。16×16宏塊概念後來也用於其他壓縮標準，例如MPEG-1，MPEG-2，MPEG-4 Part 2，H.263和H.264 / MPEG-4 AVC。
xCIF像素不是正方形，而是具有625行系統的標準（請參見CCIR 601），其原始縱橫比為12:11 。在正方形像素的顯示器（例如計算機屏幕和許多現代電視）上，應重新縮放xCIF柵格，以使圖片覆蓋4：3的區域，以避免出現“拉伸”的外觀：CIF內容水平擴展12:11結果以384×288平方像素的4：3柵格顯示。
QCIF的意思是“季度CIF”。為了獲得四分之一的面積（如“四分之一”所示），框架的高度和寬度將減半。
還使用的術語是SQCIF（子季度CIF，有時是subQCIF），4CIF（4×CIF）和16CIF（16×CIF）。下表總結了所有這些格式的分辨率。
圖片尺寸被特別選擇為16的倍數，因為使用16×16宏塊和8×8變換塊在H.261中處理了基於離散餘弦變換的視頻壓縮/解壓縮方式。因此，CIF大小的圖像（352×288）包含22×18個宏塊，而QCIF圖像（176×144）包含11×9個宏塊。16×16宏塊概念後來也用於其他壓縮標準，例如MPEG-1，MPEG-2，MPEG-4 Part 2，H.263和H.264 / MPEG-4 AVC。
由於在H.261中使用16×16宏塊和8×8變換塊來處理基於離散餘弦變換的視頻壓縮/解壓縮，因此CIF和QCIF圖片尺寸被特別選擇為16的倍數。因此，CIF大小的圖像（352×288）包含22×18個宏塊，而QCIF圖像（176×144）包含11×9個像素。16×16像素概念後來也用於其他壓縮標準，例如MPEG-1，MPEG-2，MPEG-4 Part 2，H.263和H.264 / MPEG-4 AVC。

## 外部連結
- ITU-T H.261 standard （页面存档备份，存于）